# João Inácio Francisco de Paula de Noronha

D. João Inácio Francisco de Paula de Noronha, 2.º conde de Parati.

João Inácio Francisco de Paula de Noronha CvTE • ComNSC (Rio de Janeiro, São Cristóvão, 31 de Julho de 1820 — Lisboa, Palácio Paraty, Santa Isabel, 22 de Abril de 1884), 2.º Conde de Parati, foi um aristocrata e grande proprietário fundiário, que exerceu as funções de governador civil do Distrito de Lisboa e de Par do Reino.

## Família
Nasceu no Rio de Janeiro, para onde seus pais se tinham refugiado em consequência das Invasões Francesas, filho primogénito de D. Miguel Rafael António do Carmo de Noronha Abranches Castelo Branco, 1.º Conde de Paraty, filho do 6.º Conde de Valadares, e de sua mulher D. Francisca Quintina de Menezes da Silveira e Castro, Dama da Rainha D. Maria I, filha do 1.º Marquês de Valada e 1.º Conde de Caparica, D. Francisco de Menezes da Silveira e Castro e de D. Ana Teresa d'Almeida, e viúva de D. Manuel José de Sousa Coutinho, 1.º Conde do Barreiro.
Quando se baptizou este filho do Conde de Paraty, El-Rei D. João VI o fez Conde depois de oito dias de nascido, sendo o Rei padrinho, e a Princesa D. Maria Thereza madrinha, honra que os soberanos portugueses só faziam ao Duque de Cadaval.
Casou em 6 de Março de 1842 com Francisca da Cruz Lacé Pedrosa. Desta união tiveram os seguintes filhos:
D. Miguel Aleixo António do Carmo de Noronha, 3º conde de Paraty, que nasceu a 17.01.1850, e casou com D. Isabel Maria de Sousa Mourão e Vasconcelos.
D. António Caetano do Carmo de Noronha, que nasceu a 07.08.1854, e casou com D. Maria Domingas de Figueiredo Cabral da Câmara.
D. João Zeferino António do Carmo de Noronha, que nasceu em 26.08.1854, e casou em primeiras núpcias com D. Eugénia de Menezes e em segundas núpcias com D. Ana Mafalda de Menezes.
D. José Tibúrcio António do Carmo de Noronha, que nasceu a 11.08.1855, e casou com Elvira Clara Tomazini.
D. Francisco Honorato do Carmo de Noronha, que nasceu a 22.12.1861.

## Biografia
Grande proprietário em Portugal e no Brasil, foi Oficial Mor da Casa Real e adido honorário de legação. Exerceu as funções de alferes do Batalhão de Voluntários do Comércio.
Tendo seu pai falecido no ano de 1849 (14/7/1849), deixou o Rio de Janeiro onde residia e partiu para Portugal em Julho do mesmo ano; a 7 de Fevereiro de 1850 tomou posse do seu lugar na Câmara dos Pares. Como par do reino não teve grande actividade parlamentar, limitando-se a fazer parte da Comissão de Petições e a integrar algumas comissões especiais formadas para analisar pedidos de sucessão no pariato. A 18 de Dezembro de 1850 foi feito Comendador da Ordem de Nossa Senhora da Conceição de Vila Viçosa. Era também Grãn-Cruz da Ordem de Isabel a Católica.

Ordem de Nossa Senhora da Conceição de Vila Viçosa

Quando no ano de 1857 Lisboa foi atingida por uma grande epidemia de febre amarela, destacou-se na organização da ajuda aos doentes, presidindo a uma comissão de socorros e participando pessoalmente, apesar do risco de contágio, nas operações de apoio. Pela sua acção na luta contra esta epidemia, foi agraciado pela Câmara de Lisboa (diploma de 2 de Julho de 1859) com a "medalha (chamada medalha da febre amarela) cunhada para comemorar os feitos de valor e caridade prestados naquela infausta crise... Junto a esta carta remeto o respectivo diploma e medalha a fim de que V. Exa. a possa usar como símbolo  da sua dedicação pela causa da humanidade". Por razões desconhecidas, provavelmente por modéstia, esta condecoração foi renunciada e devolvida por D. João Inácio.
Por carta do rei D. Luís I de Portugal, dada no Paço da Ajuda aos 27 de Novembro de 1862, foi nomeado Cavaleiro da Ordem Militar da Torre e Espada, do Valor, Lealdade e Mérito. Diz essa carta régia: Querendo Eu remunerar condignamente os relevantes serviços que diversas corporações e indivíduos prestaram por ocasião da epidemia de febre amarela, que assolou a capital no ano de mil oitocentos cinquenta e sete, e aos assinalados actos de caridade e devoção cívica que praticaram em tão calamitosa crise, Dando um público testemunho do grande apreço em que os Tenho: Hei por bem Fazer mercê ao Conde de Parati, membro que era da Comissão de Socorros da freguesia de Santa Isabel, de o Nomear (…).

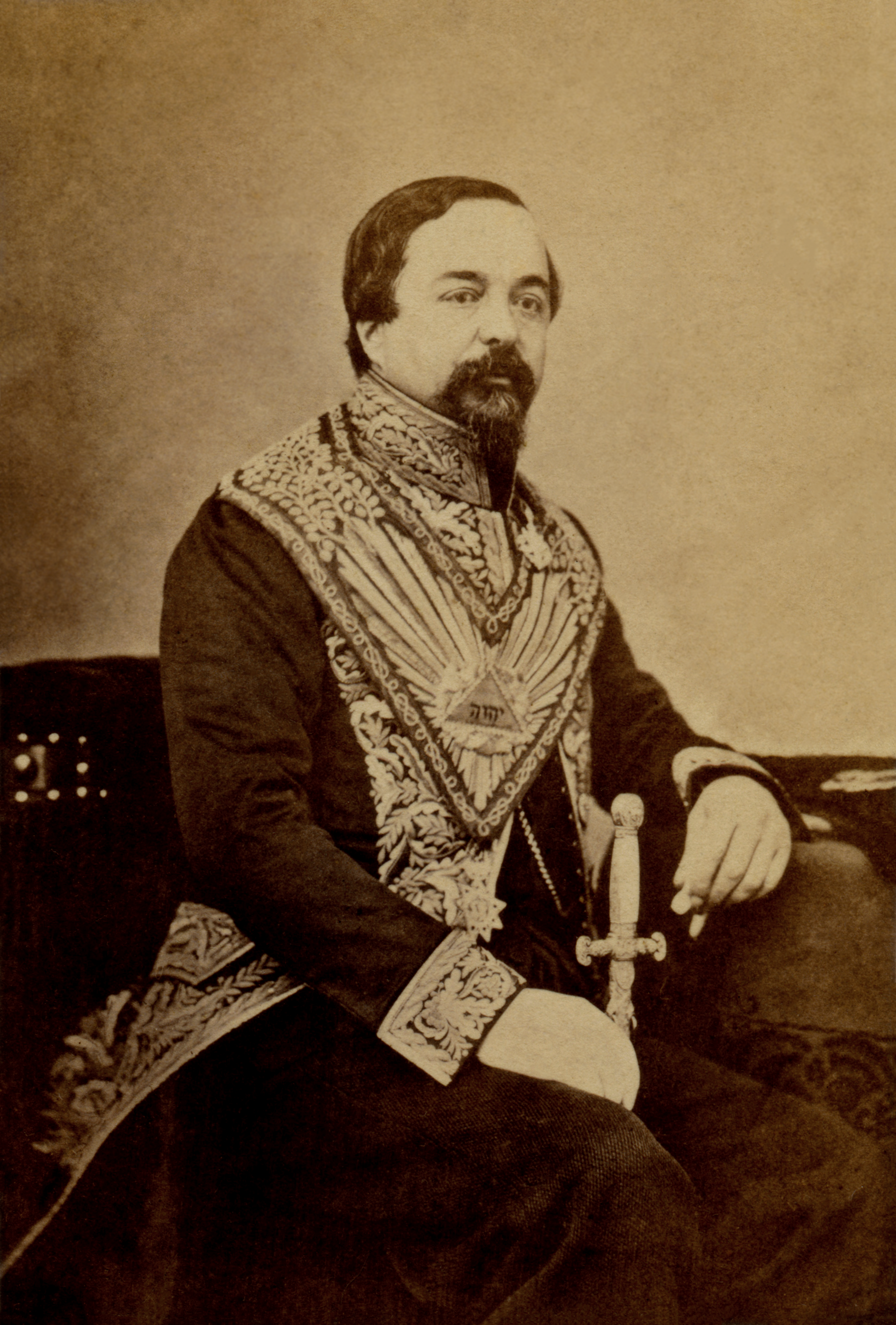
D. João Inácio Francisco de Paula de Noronha, 2.º conde de Parati.

Foi 17.º (ou 1.º e único depois da sua reunificação) Grão-Mestre do Grande Oriente Lusitano entre 1859 e 1869 e 12.º Soberano Grande Comendador do Supremo Conselho afecto ao Grande Oriente Lusitano e 1.º Grão-Mestre do Grande Oriente Lusitano Unido entre 1869 e 1881.
Foi nomeado Governador Civil do Distrito de Lisboa a 16 de Fevereiro de 1860, cargo que exerceu até 1 de Setembro daquele ano.
Faleceu no Palácio Paraty, na freguesia de Santa Isabel em Lisboa a 22 de Abril de 1884, sendo sucedido na Câmara dos Pares do Reino por seu filho D. Miguel Aleixo António do Carmo de Noronha, 3.º Conde de Parati.

## Casamento e descendência
Casou em Lisboa, Sacramento, a 6 de Março de 1842 com Francisca da Cruz Lacé Pedrosa (Rio de Janeiro, Candelária, 6 de Outubro de 1827 - Lisboa, 23 de Outubro de 1864), filha de António José Pedrosa, de Vila Nova de Famalicão, Vila Nova de Famalicão, e de sua mulher (Ilha de Moçambique, 20 de Novembro de 1824) Joana da Cruz de Almeida Lacé, da Ilha de Moçambique, neta paterna de João José Pedrosa e de sua mulher Tomásia Pinheiro da Fonseca, e neta materna de Francisco Carlos da Costa Lacé e de sua mulher Juliana da Cruz de Almeida. Tiveram cinco filhos. Teve, depois de enviuvar, um filho natural de Palmira de Almeida Santos, de Lisboa.